# Europese kampioenschappen acrobatische gymnastiek 2005
De Europese kampioenschappen acrobatische gymnastiek 2005 waren door Union Européenne de Gymnastique (UEG) georganiseerde kampioenschappen voor acrogymnasten. De 22e editie van de Europese kampioenschappen vond plaats van 10 tot 16 oktober 2005 in het Griekse Thessaloniki.

## Resultaten

### Duo's
| Discipline | Goud                            | Zilver                                 | Brons                            |
| ---------- | ------------------------------- | -------------------------------------- | -------------------------------- |
| Dames      | Zanna Shulaeva Anna Melnikova   | Magda Wegrzynowicz Anna Miadzielec     | Julie Cameron Yvonne Welsh       |
| Heren      | Sergey Popov Mykola Shcherbak   | Vyacheslav Spirin Stanislav Kotelnikov | Mark Fyson Christopher Jones     |
| Gemengd    | Anna Kathalova Revaz Gurgenidze | Beata Surmiak Łukasz Misztela          | Ivona Stefanova Nedko Kostadinov |

### Groep
| Discipline    | Goud                                                             | Zilver                                                     | Brons                                                    |
| ------------- | ---------------------------------------------------------------- | ---------------------------------------------------------- | -------------------------------------------------------- |
| Dames trio    | Tatiana Alexeeva Elena Kirilova Elena Moiseeva                   | Tatiana Motuz Maria Girut Galina Starevich                 | Iryna Buga Yuliya Litvinchuk Yana Petrenko               |
| Heren kwartet | Artem Trifonov Igor Zarydny Alexander Chemodanov Sergei Shetinin | Barrie Hindson Scott Patterson Stuart McKenzie David Scott | Yordan Markov Valeri Filipov Ivan Lazarov Sezgin Ahmedov |

1978 ·
1979 ·
1980 ·
1982 ·
1984 ·
1985 ·
1986 ·
1987 ·
1988 ·
1989 ·
1990 ·
1991 ·
1992 ·
1993 ·
1994 ·
1995 ·
1996 ·
1997 ·
1999 ·
2001 ·
2003 ·
2005 ·
2007 ·
2009 ·
2011 ·
2013 ·
2015 ·
2017 ·
2019 ·
2021 ·